# Menez
Menez (* 1926 in Lissabon; † 1995 ebenda; eigentlich Maria Inês Ribeiro da Fonseca) war eine portugiesische Malerin. 

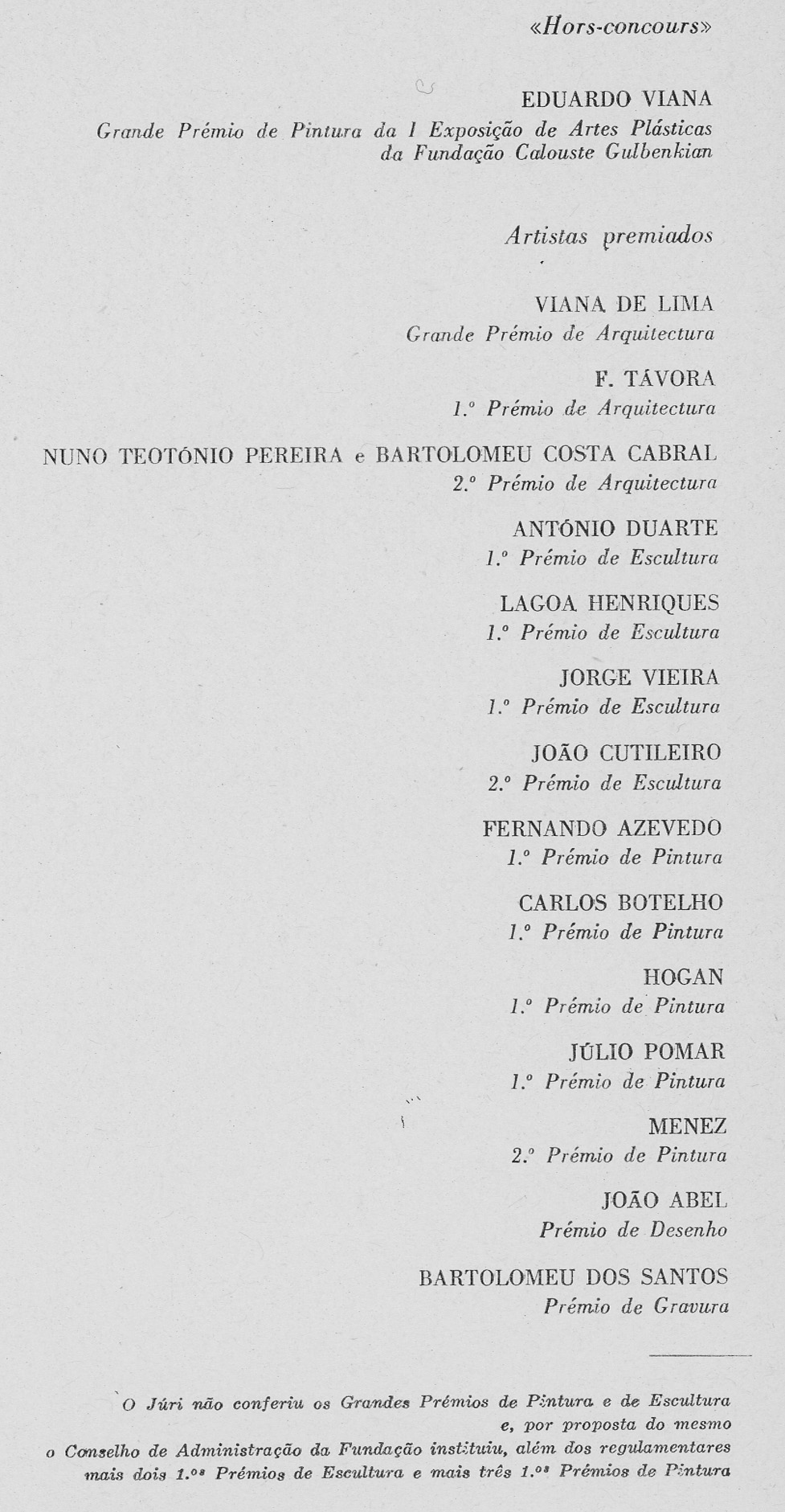
Liste der Gewinner 1961

## Leben
Ihre Kindheit verbrachte sie in Buenos Aires, Stockholm, Paris, in der Schweiz, in Washington, Rom, London und Lissabon. Mit der Malerei begann sie im Alter von 26 Jahren, 1954 hatte sie ihre erste Einzelausstellung.  
Als Stipendiatin der Fundação Calouste Gulbenkian kam sie 1960 nach London. 1961 stellte sie in der II Exposição de Artes Plásticas der Gulbenkian-Stiftung aus und gewann den zweiten Preis in der Kategorie Malerei. 1990 wurde sie mit dem Prémio Pessoa ausgezeichnet. Für die Gestaltung der Fassade der Psychologischen Fakultät der Universität Lissabon erhielt sie 1991 den Prémio de Azulejaria Jorge Colaço.